# Dunama II Dibalemi
Dunama II Dibalemi ou Dibalimi (m. 1248) foi maí (rei) do Império de Canem da dinastia sefaua que governou de 1210 a 1248. Foi sucedido pelos filhos Cadai (r. 1248–1277) e Bir II (r. 1277–1296). Era filho de Salmama I (r. 1182–1210) e sua mãe, Magomi Dalaua, era filha do irmão de Abedalá I (r. 1166–1182).

## Vida
Dunama era fervoroso muçulmano e a reação anti-islâmica, se houve no Império de Canem, cessou sob seu reinado, bem como esforçou-se para propagar sua fé, sem acabar por completo com os ritos tradicionais; ele envolveu-se numa crise religiosa ao abrir o mune, um objeto sagrado e secreto, que dizia-se ser a fonte da força real sobre a natureza e os homens e o talismã à felicidade do povo e à vitória sobre inimigos. Também realizou um haje (peregrinação) a Meca e a ele são atribuídas obras pias em terras estrangeiras como a madraça de Raxique no Cairo. Além disso, como relatam os cronistas, "em seu tempo, os filhos do sultão (Cadai e Bir) dividiram-se em fações diferentes; há havia facções."
Foi em seu reinado que ocorreu a introdução de corcéis do Egito e Norte da África em Canem; sela com estribos, a espora e o freio foram adotados no império e talvez foi sob ele que a cota de malha lifidi e o capacete de ferro foram introduzidos. Dunama conduziu uma expedição fracassada contra os cuararafas, povo sudanês descrito por ele como pagãos antropófagos com buracos nas orelhas; no episódio, saiu de Canem para combatê-los, mas após seus espiões lhe contarem que viram os cuararafas a comerem cães e gente, suas tropas debandaram em pavor.
Outrossim, foi sob seu controle que Canem adquiriu grandes proporções territoriais ao dominar Cauar e o comércio de sal e alume. Para garantir que o comércio transaariano não seria afetado por disputas locais, marchou sobre o Fezã, derrotou os berberes de Zuila e para garantir seu controle, colocou em Tragane um homem de sua confiança, talvez tubu, que fundou a dinastia de Banu Naçor. Talvez tenha imposto sua autoridade sobre boa parte de Bornu e intensificou os ataques aos povos sulistas, ao que parece exclusivamente para obter escravos. Ele morreu e foi sepultado em Zantam, em Bornu, 140 quilômetros a oeste da capital Anjimi, no lago Chade. A razão para ali estar é desconhecida.